# Schronisko Różanka
Schronisko Różanka (Rosenbaude) – nieistniejące schronisko turystyczne położone na szczycie Różanki (628 m n.p.m.) w paśmie Górach Kaczawskich (Góry Ołowiane).

## Historia
Od 1885 roku na szczycie Różanki istniała gospoda górska, przebudowana ok. 1903 roku na schronisko. Obiekt był wielokrotnie rozbudowywany, a ostatecznego kształtu budynek nabrał ok. 1930 roku. Stanął w miejscu, o którym hrabia Alexander von Humboldt mówił, że roztacza się z niego "jeden z najpiękniejszych widoków świata". Po zakończeniu II wojny światowej schronisko spłonęło, podpalone w nocy 23/24 marca 1946 roku. 
Do dziś widoczne są jego pozostałości, zaś obok umieszczono tablicę informacyjną na jego temat.

## Galeria

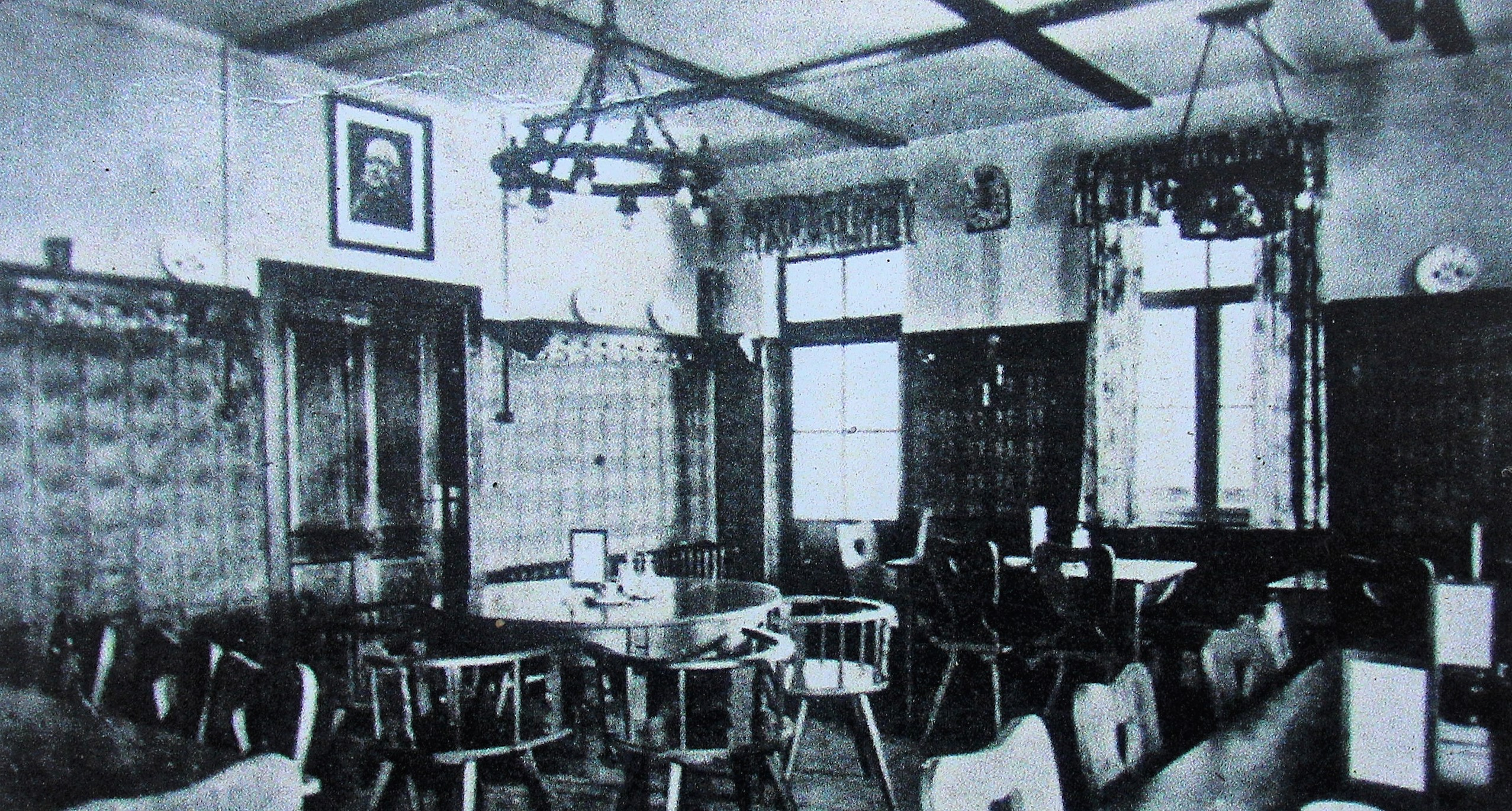
Sala jadalna
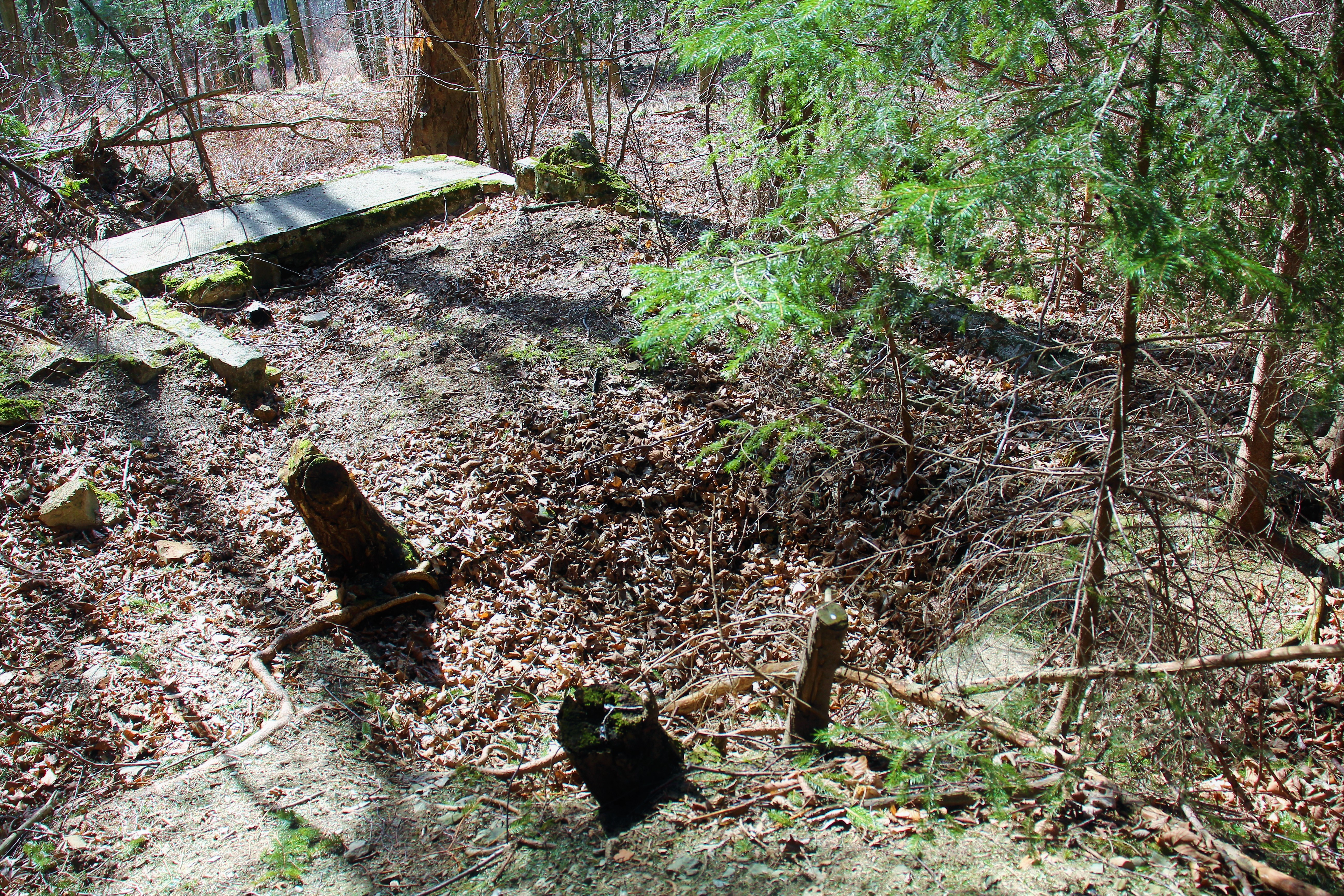
Ruiny schroniska (2022)